# Aldo Moro - Il presidente
Aldo Moro - Il presidente è una miniserie televisiva italiana del 2008, diretta da Gianluca Maria Tavarelli, prodotta da Taodue e trasmessa in Italia su Canale 5 il 9 e l'11 maggio 2008.

## Trama
Alla fine degli anni settanta le Brigate Rosse stanno tramando un nuovo obiettivo da colpire, il presidente della Democrazia Cristiana Aldo Moro (Michele Placido). Il 16 marzo 1978 la banda delle Brigate Rosse passa all'attacco. I terroristi rapiscono Aldo Moro e uccidono tutti gli uomini della sua scorta. Lo statista passa 55 giorni sotto sequestro e il 9 maggio 1978 viene ritrovato morto a Roma in via Caetani in un bagagliaio di una Renault 4.

## Reazioni
La famiglia di Aldo Moro e i congiunti delle vittime della strage di via Fani non hanno presenziato all'anteprima della miniserie televisiva, criticando pubblicamente "il tentativo di sfruttamento mediatico del loro dolore". La loro reazione è giunta mediante una lettera firmata dalla moglie e dai figli di Moro insieme a Maria Rocchetti, Ileana Leonardi, Adriana Zizzi, Angelo Rivera, Ciro e Vincenzo Iozzino (congiunti della scorta di Moro). Numerosi esponenti democristiani (Arnaldo Forlani, Emilio Colombo, Giulio Andreotti, Remo Gaspari), presenti all'anteprima, non hanno mostrato di gradire la ricostruzione televisiva: Forlani ha definito la miniserie "Una pregevole opera di fantasia".

## Ascolti
| Puntata | Prima TV Italia | Telespettatori | Share  |
| ------- | --------------- | -------------- | ------ |
| 1       | 9 maggio 2008   | 4.149.000      | 17,07% |
| 2       | 11 maggio 2008  | 3.852.000      | 18,08% |

## Curiosità
- L'attore Bruno Corazzari, che qui interpreta Zaccagnini, aveva già interpretato lo stesso personaggio ne Il caso Moro di Giuseppe Ferrara: ben più giovane all'epoca del film (1986), l'età nella fiction di Corazzari, classe 1940, è invece quasi la stessa dell'allora segretario DC che durante lo svolgersi dei fatti aveva sessantasei anni.
- Sul set, durante la scena dell'uccisione degli agenti di scorta, l'attore che interpretava Raffaele Iozzino, Marco Iannitello, rimase coinvolto in un vero incidente che rischiò di fargli perdere un occhio.
- Durante la fiction si sente anche una registrazione del Gr2, con la voce di Cesare Palandri, che annuncia il rapimento dell'onorevole Aldo Moro.